# Gestuno nyelv
A gestuno a siketek számára siketek által kialakított egységes nemzetközi jelnyelv. A gestuno név olasz eredetű, jelentése: a jelek egyike. Nemzetközi jelnyelvnek is nevezik,
és sokszor így emlegetik. Ezzel a névvel gyakran inkább csak az újabb változatát emlegetik.
A nemzetközi jelnyelvet főként, de nem kizárólag azok a siketek jelelik, akik benne vannak a nemzetközi életben, és gyakran találkoznak külföldi siketekkel, akiknek nem értik a jelnyelvét. 
Leginkább a különböző nemzetközi konferenciákon vagy a siketolimpián kerül elő.

## Története
A mesterséges nyelvek kialakítása már hosszú ideje foglalkoztatja az embereket. Az egyik leghíresebb ilyen nyelv az eszperantó, amelyet Ludwig L. Zamenhof alkotott meg 1887-ben.
A mesterséges nyelv kialakítása már a siketekben is felmerült.
Ezért az akkor még fiatal nemzetközi szervezet, a WFD (World Federation of the Deaf, Siketek Világszövetsége) az 1950-es években úgy határozott, hogy nemzetközi bizottságot állít fel egy egységes nemzetközi jelnyelv kidolgozására. Így született meg a gestuno.

## Nyelvtan
A gestuno kialakításakor nem törekedtek arra, hogy lefektessék annak nyelvtani szabályait. Habár a szókincse elkészült, nem alkottak hozzá nyelvtant: régebben minden jelelő a saját anyanyelvének nyelvtanát alkalmazta.
Azóta a nyelv egy bonyolult nyelvtannal gazdagodott; az osztályozók bonyolult rendszerével él, amik áttörik a különböző nyelvek közötti határokat. Feltehetően ennek köszönhető, hogy a jelelők jobbak a más nyelvűekkel való kommunikációban, mint a jelelni nem tudók, még közvetítő nyelv nélkül is.
Egy 1994-es cikk szerint a jelelők egy gazdag és bonyolult nyelvtant kombinálnak egy viszonylag szűk szókinccsel. Supalla és Webb (1995) szerint a gestuno egyfajta jelnyelvi pidgin, de annál bonyolultabb, és inkább egy teljes jelnyelvhez hasonlít.

## Szókincs
A nyelvbe azokat a jeleket igyekeztek összegyűjteni, amiket a lehető legtöbb országban megértenek a siketek. Bill Moody szerint ezek a jelek többnyire az amerikai jelnyelvből és az európai jelnyelvekből származnak, így nehezen érthető egy afrikai vagy egy ázsiai siket számára . Bencie Woll egy tanulmánya szerint a jelelők gyakran keverik az anyanyelvükkel, és sok jelet a saját jelnyelvükből hoznak be, olyan jeleket választva, amiket a külföldiek jobban megértenek. Ellenben Rachel Rosenstock megjegyzi, hogy a jelek többsége sok jelnyelvben meglevő ikonikus, azaz szemléletes jel. Elemzése szerint a jelek 60%-a ilyen; 38%-a egy jelnyelvre, vagy több rokon jelnyelvre vezethető vissza, és csak 2%-a fordul elő csak a nemzetközi jelnyelvben.

## Betűk és számok
A jelnyelveknek is szükségük van egy betűzési rendszerre, amit leginkább nevekhez használnak. Ilyen rendszer például a daktil és a fonomimikai ábécé. A nemzetközi jelnyelven folytatott beszélgetésben bármely olyan kézi ábécé használható, amit mindkét fél ismer. Gyakran a jelelők a beszélgetőpartner jelábécéjét használják, mert könnyebb egy új ábécében betűzni, mint olvasni.
Ellenben a számokat egy standard rendszer szerint jelelik, mivel az egyes jelnyelvekben különbözőképpen jelelik a számokat, és ez kavarodáshoz vezetne.

## Saját jelek
Az egyes országok és városok nevét az adott ország jelnyelvén jelelik. Szükség esetén egyszer le is betűzik, utána már csak a jelet használják.

## Lásd még
- Hallásküszöb
- Nagyothallás
- A halláskárosodás típusai
- Siketség
- Jelnyelv
- Siketek Sportklubja

## Külső hivatkozások
- A nemzetközi jelnyelv alapvető jelei (videoszótár)
- Jelpéldák
- Országok és városok a nemzetközi jelnyelvben
- A Siketek Világszövetségének hivatalos honlapja – rövid QuickTime videó nemzetközi jelnyelven angol felirattal.